# 类萨瓢蜡蝉属
类萨瓢蜡蝉属（学名：Sarimites）是瓢蜡蝉科下的一个属。

## 下属物种
本属包括以下物种：
- 线类萨瓢蜡蝉 Sarimites linearis Che, Zhang et Wang
- 匙类萨瓢蜡蝉 Sarimites spatulatus Che, Zhang et Wang